# Caracara plancus

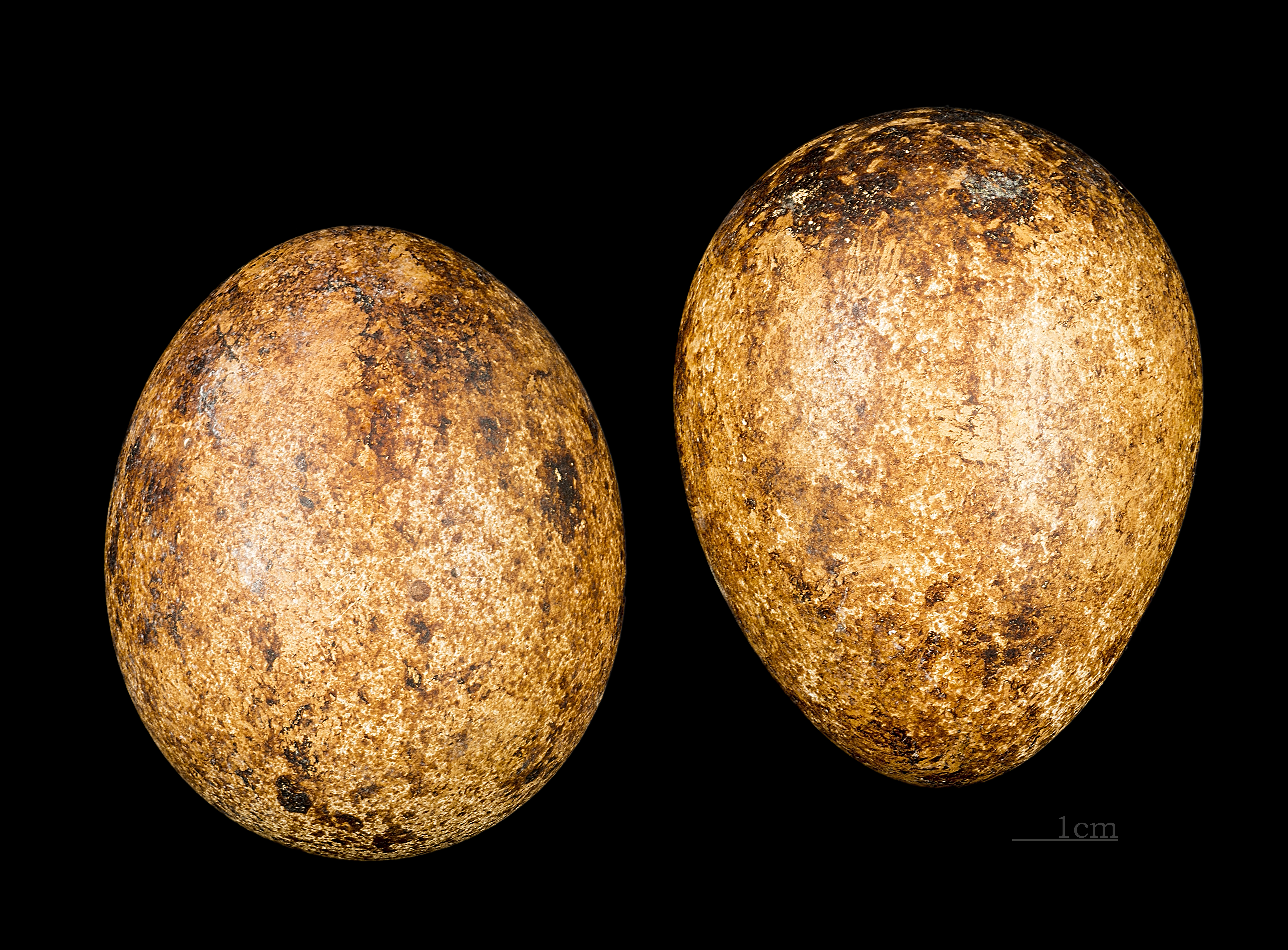
Caracara plancus

Caracara plancus là một loài chim săn mồi trong họ Falconidae. 
Như đã xác định hiện nay, loài caracara miền Nam chỉ giới hạn ở miền trung và miền nam Nam Mỹ. Trước đây loài này đã được xếp cùng loài với caracara phía bắc (C. cheriway) của miền nam Hoa Kỳ, Mexico, Trung Mỹ và bắc Nam Mỹ, và loài Guadalupe caracara (C. lutosa) đã tuyệt chủng dưới dạng phân loài. Tương tự như họ hàng của nó, trước đây nó được xếp vào chi Polyborus.

## Hành vi
Là một loài chim ăn thịt táo bạo, cơ hội, caracara phương Nam thường đi loanh quanh trên mặt đất để tìm thức ăn. Chúng chủ yếu ăn xác động vật đã chết, nhưng cũng ăn trộm thức ăn từ các loài ăn thịt khác, đột kích các tổ chim và bắt mồi sống nếu có khả năng xảy ra (chủ yếu là côn trùng hoặc các con mồi nhỏ khác, nhưng ít nhất phải bằng kích thước của một con cò tuyết), chúng cũng có thể ăn trái cây.

## Hình ảnh

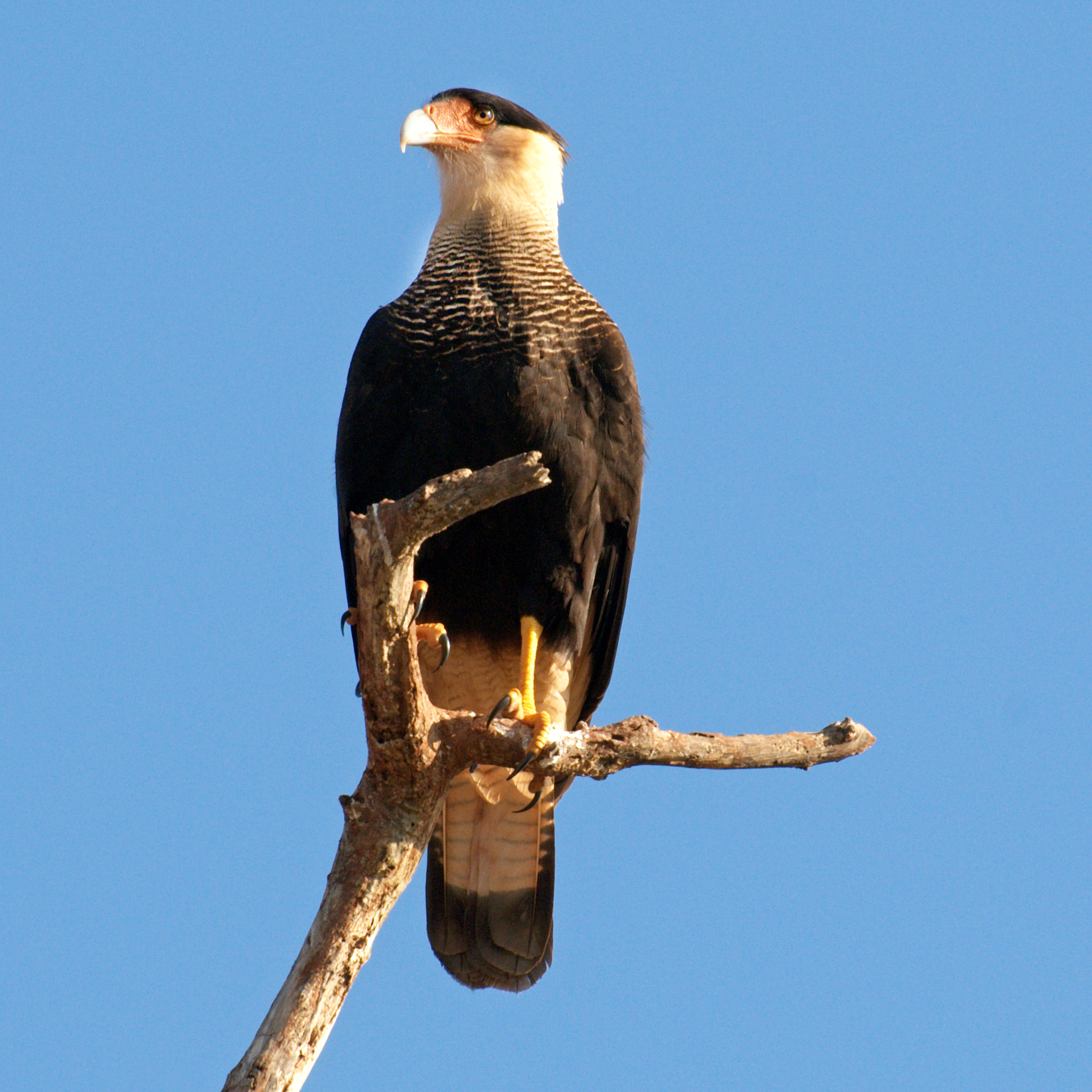
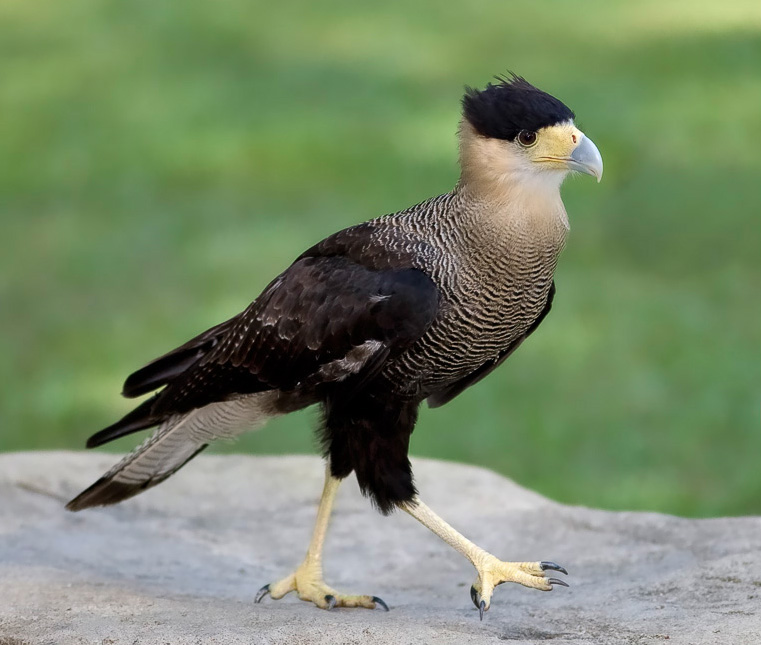
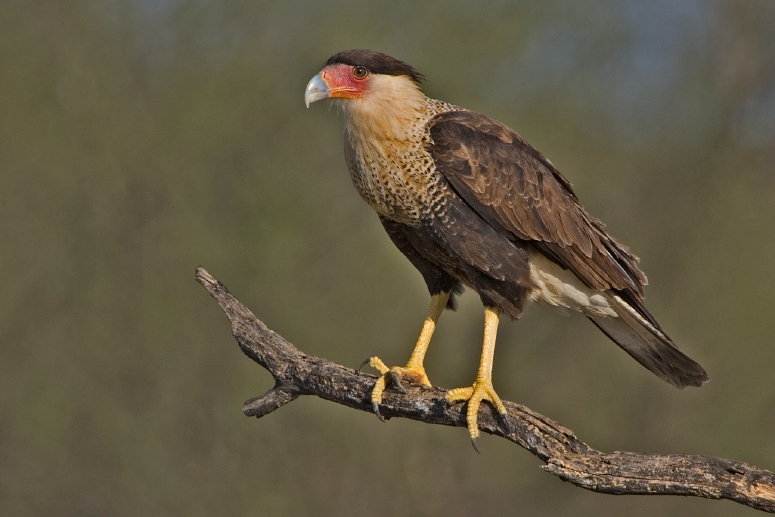